# Daniel Moszczyński
Daniel „Wolny” Moszczyński (ur. 4 marca 1981 w Poznaniu) – polski piosenkarz, raper, muzyk sesyjny, kompozytor, tekściarz oraz producent muzyczny. Współtworzy także hip-hopowo-jazzowy Bibobit i rockowo-funkowy Omni mOdO.

## Życiorys

### Wczesne lata
Daniel Moszczyński przejawiał zamiłowanie do muzyki od najmłodszych lat. Za namową swojej matki-muzykologa, uczęszczał do Poznańskiej Szkoły Chóralnej Jerzego Kurczewskiego. Po ukończeniu trzeciej klasy podstawówki śpiewał pod dyrekcją Wojciecha Kroloppa. Rozpoczął także naukę gry na pianinie oraz prace nad emisją głosu. Po ukończeniu Szkoły Chóralnej zaprzestał kariery śpiewaka i zainteresował się ochroną środowiska uczęszczając do Liceum Ekologicznego. Trenował także piłkę nożną w Olimpii Poznań. Rozpoczął również pracę w zespole taneczno-wokalnym, co po pewnym czasie przekreśliło plany sportowe i doprowadziło do rezygnacji z treningów.
W 2003 roku ukończył Policealne Zawodowe Studium Piosenkarskie w Poznaniu, uzyskując dyplom aktora scen muzycznych. Był solistą Chóru Akademickiego UAM pod kierownictwem Jacka Sykulskiego. W 2008 roku ukończył studia na Wydziale Jazzu i Muzyki Rozrywkowej na Uniwersytecie Zielonogórskim, uzyskując tytuł licencjata, napisał pracę pt. „Jazz a muzyka hip-hop”.

### Kariera
W 1997 wziął udział w castingu organizowanym w celu znalezienia młodych ludzi do nowego zespołu Just 5. Zespół rozpoczął działalność płytą Kolorowe sny, która sprzedała się w ponad 250 tysiącach egzemplarzy, osiągając mulitiplatynę [w sieci najczęściej można przeczytać błędne informacje, że było to 108 tysięcy], co zawdzięczała nie tylko singlom i teledyskom „Kolorowe sny”, „Rozpalmy miłość” i „Sugar Baby Love”, ale i licznym koncertom. Just 5 pokochały zarówno nastoletnie fanki, jak i fani, którzy chcieli być tacy jak ich idole. Młodzieżowe pisma „Popcorn”, „Bravo” przyznały im wszystkie możliwe nagrody. Zespół poszedł za ciosem i po roku wydał drugą płytę, „Zaczarowany świat”, promowaną singlami „Zaczarowany Świat”, „Gdzie nie ma róż” i „Black Jack”. Największy sukces zanotowała piosenka tytułowa, a sama płyta sprzedała się w nakładzie ponad stu tysięcy egzemplarzy (platyna). Trzecia, „Cienie Wielkich Miast” (1999) znalazła ponad 50 tys. nabywców (złoto). W marcu 2000 z zespołu odszedł Grzegorz Kopala. W 2002 grupa rozpadła się.
W 2003 roku powstał solowy projekt Daniela: Wolny nagrany z funk-jazzową grupą Wolny Band, z którą Daniel Moszczyński w 2007 roku awansował do opolskich „Debiutów 2007” w ramach 44 Krajowego Festiwalu Polskiej Piosenki.
10 października 2008 roku nakładem wytwórni My Music ukazała się płyta zespołu Wolny Band pt. „Chwila Wolnego”. Daniel Moszczyński został także wokalistą prog-metalowego zespołu Terminal, a 26 lutego 2010 roku ukazał się debiutancki album „Tree Of Lie” (wyd. Revolution Records).
Udzielał się jako muzyk sesyjny, kompozytor, tekściarz oraz producent muzyczny, prezenter radiowy audycji ‘Jazzy Moods’ w Good Time Radio (poniedziałki, od 19:00 – 21:00), komponował m.in. dla AudioFeels, Kasi K8 Rościńskiej, Kasi Wilk oraz finalistów jednej z edycji programu TVN Mam talent!. Na scenie pojawiał się też w roli aktora m.in. obok Stefana Fredmanna i Krystyny Sienkiewicz. Współpracował także z Urszulą Dudziak.